# Maglione (Italia)
Maglione (Majon in piemontese) è un comune italiano di 419 abitanti della città metropolitana di Torino in Piemonte.

## Geografia fisica
Il paese è situato nella parte esterna sud-orientale dell'anfiteatro morenico e confina con la provincia di Vercelli. Sotto l'altura su cui è situato vi sono i laghetti morenici di Maglione e Moncrivello . Il toponimo risale al X secolo come Castro Malione, ma sono conosciute delle varianti tra cui Maglonus del 1224 e Loco Mallioni del 1229. 
Per alcuni ricercatori deriva dalla parola maglio, dal latino Malleum ossia "martello". Secondo il Du Cange il nome deriverebbe da Malhones, il cui significato è "vigne", ancora oggi presenti e che producono il pregiato DOCG bianco Erbaluce.

## Storia
Le prime notizie storiche risalgono al 999. In un atto di donazione dell'imperatore Ottone III al vescovo di Vercelli. Nel 1178 passò ai conti di Valperga, mentre nel 1229 prestò fedeltà al comune di Vercelli, reiterata nel 1231 e nel 1240. Nel 1444 l'autorità di Giacomo di Valperga con il titolo di Giacomo I dette origine alla seconda dinastia dei conti di Masino. Il paese subì nel 1462 danni lievi a causa della spedizione delle truppe fedeli ai Savoia contro i Masino e molto più gravi tra il 1648 e il 1657 quando gli spagnoli lo attaccarono e lo assediarono, mentre nel 1704 i francesi lo occuparono nella loro marcia verso Ivrea. Durante il periodo napoleonico fa parte del dipartimento della Dora. In seguito la sua storia si mescolerà con quella di tutto il Canavese.

### Simboli
Lo stemma e il gonfalone sono stati concessi con decreto del presidente della Repubblica dell'11 settembre 2001. Il gonfalone è un drappo rettangolare di giallo 

## Monumenti e luoghi d'interesse
Nel 1650 venne distrutto il castello edificato dai Masino e di cui rimane solo la Torre quadrangolare che funge da campanile del cimitero attuale. Nel centro più antico si possono ammirare alcune belle abitazioni patrizie, il Palazzo comunale e i loggiati della canonica.
La parrocchiale di San Maurizio è un ottimo esempio di architettura barocca, adornata all'interno di quattro altari, il maggiore dei quali, assieme alla balaustra è in marmo. Interessanti sono la chiesetta di San Grato e la cappella di San Maurizio.

## Società

### Evoluzione demografica
Negli ultimi cento anni, a partire dal 1921, la popolazione residente è dimezzata.
Abitanti censiti

### Tradizioni e folclore
Il 22 settembre si festeggia il patrono san Maurizio: al termine della messa dalla chiesa parte la processione con 8 ragazze portatrici di matarille e 8 ragazzi portatori di alabarde.
La matarilla è una struttura a forma di cono di 120 cm. posta sul capo di ogni ragazza: la matarilla sembra un alberello fiorito ed ha in sé i simboli della fertilità della natura e della propiziazione dei raccolti.
Per quanto riguarda l'origine del nome si pensa ad un'origine celtica: matara era una piccola lancia dei Galli citata da Giulio Cesare in De bello Gallico.
Si chiama limbarda l'alabarda di Maglione ed è composta da un'asta con una lama aguzza che sormonta da un lato una mezzaluna e dall'altro una punta: essa riproduce l'arma usata dalle antiche fanterie tedesche e svizzere.

## Cultura

### Il Museo d'Arte Contemporanea all'Aperto

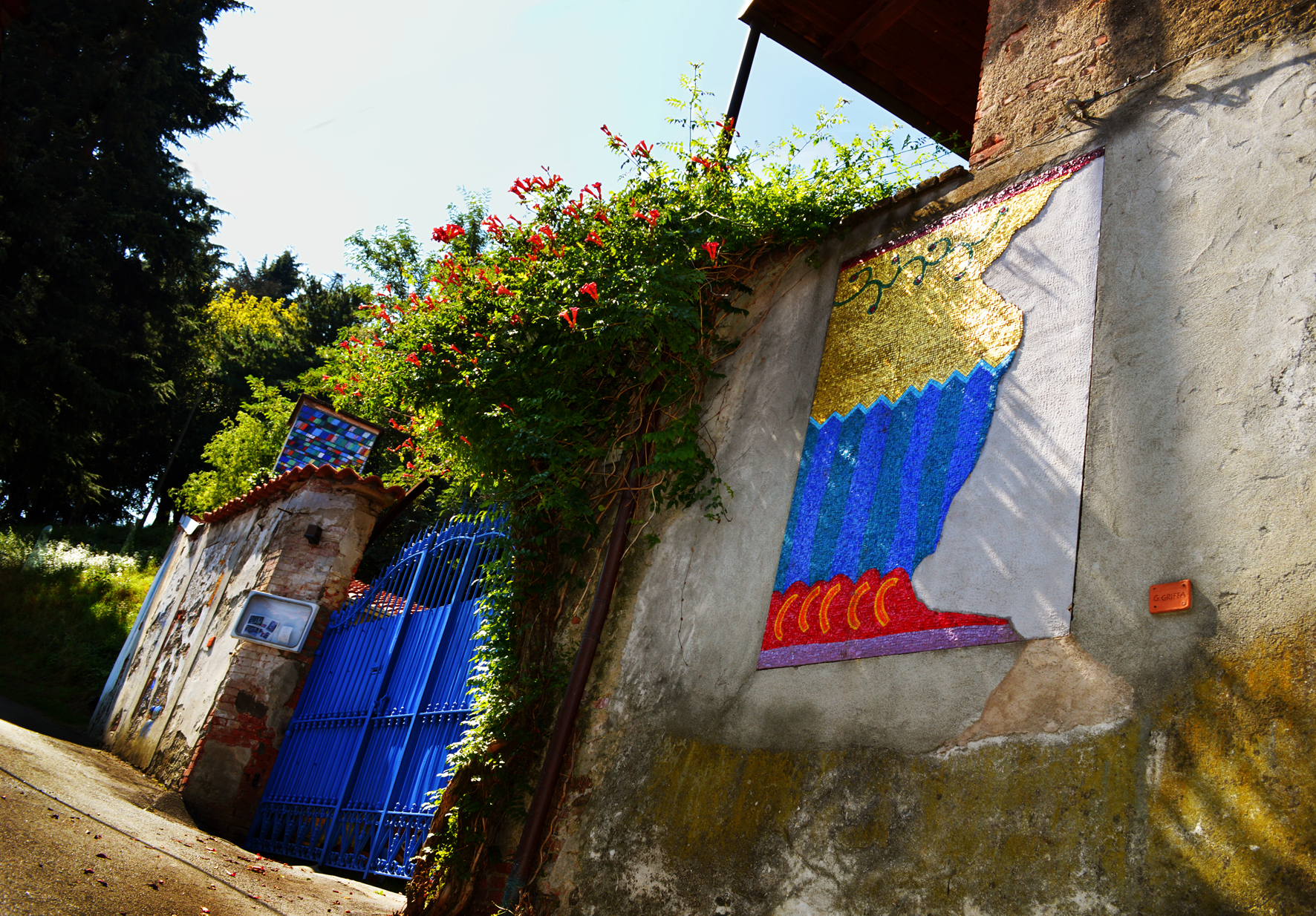
MACAM - Via Castello

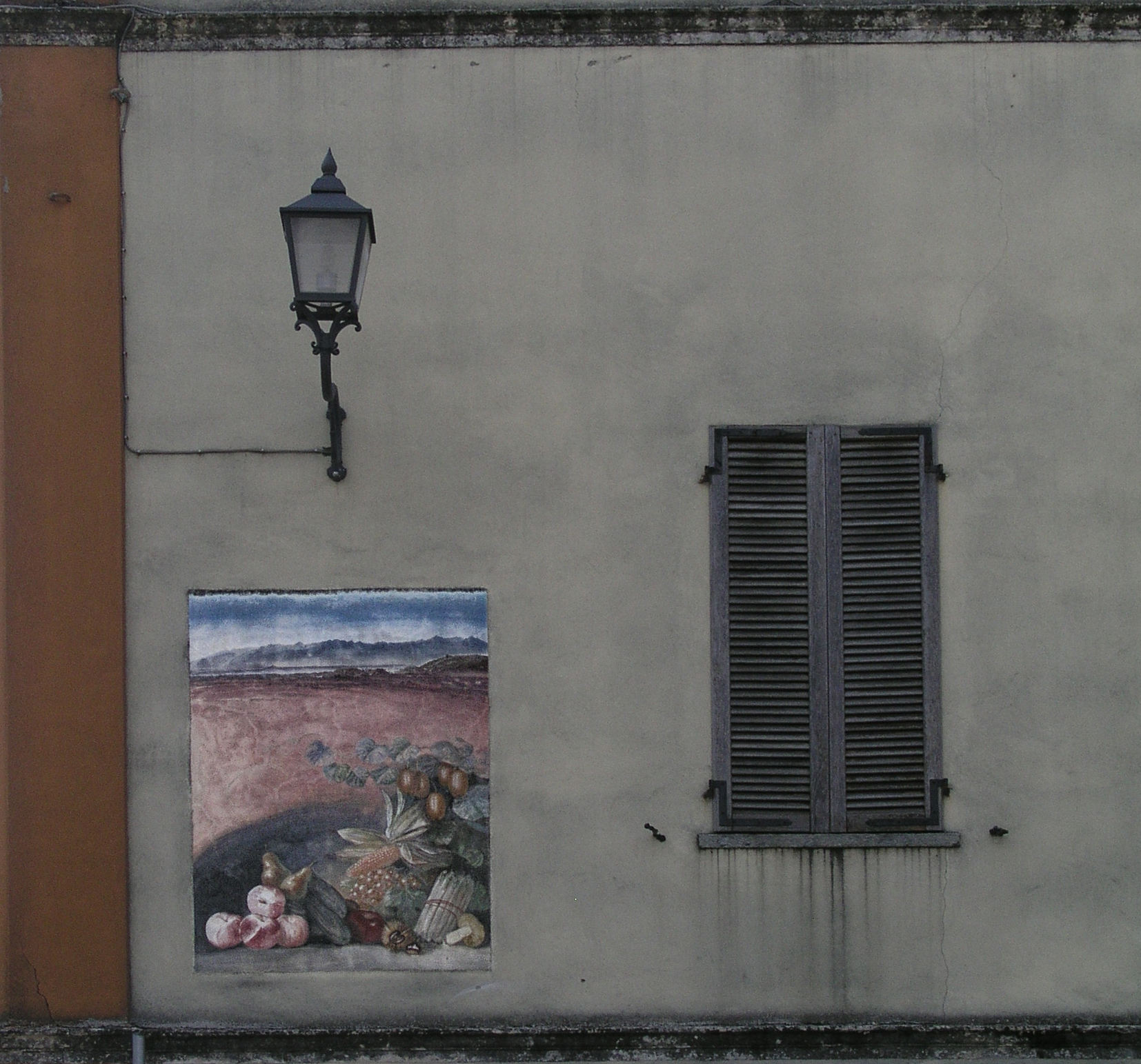
MACAM - Opera

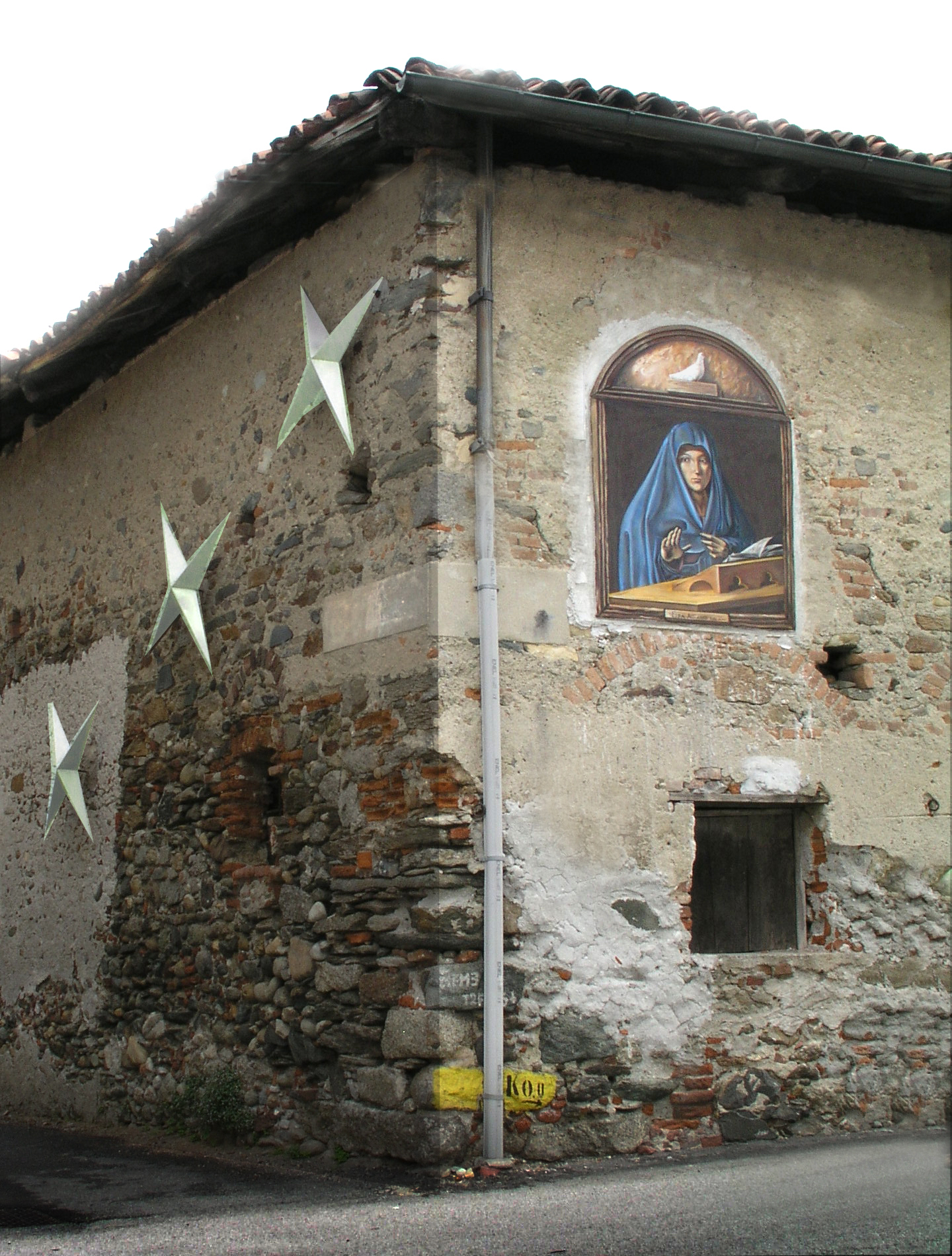
MACAM - Opera

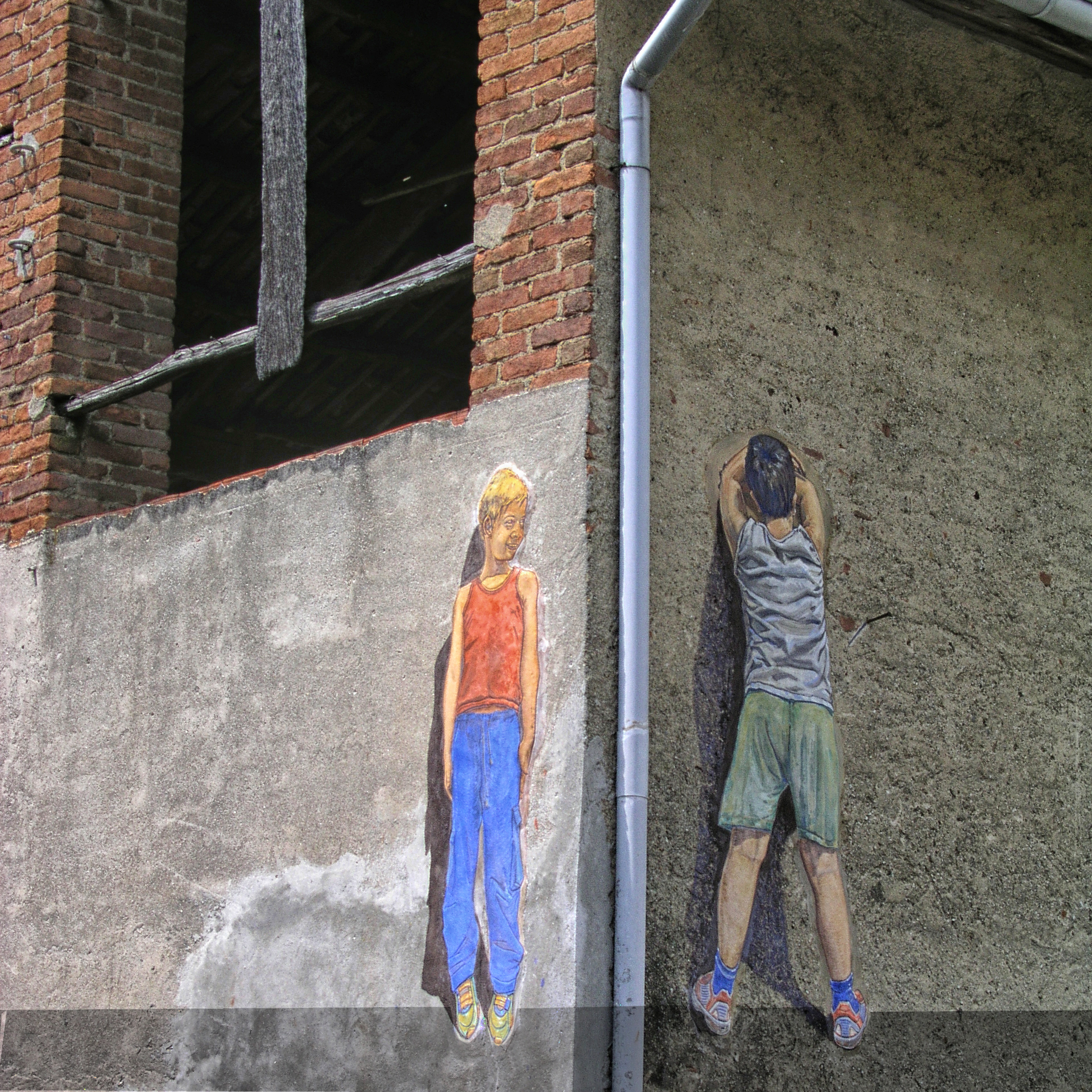
MACAM - Opera

Ideato nel 1985 dal regista Maurizio Corgnati (ex marito della cantante Milva), propose agli abitanti la possibilità di vedere e apprezzare opere d'arte contemporanea al di fuori dei soliti ambiti dei musei, senza vincoli di orario, biglietti, norme da osservare, semplicemente passeggiando per le vie del paese.
Nel corso degli anni, artisti italiani e stranieri delle tendenze artistiche più diverse furono invitati ad affrescare esterni di edifici messi a disposizione dai proprietari o ad installare sculture in diverse piazze del paese: ne è scaturito il connubio tra le opere tradizionali e le avanguardie.
Tra le opere d'arte più interessanti si trovano le geometrie del Muro ad acqua di Roberto Caracciolo, i colori espressionisti di Bert van Zelm, le monocromie di Piero Ruggeri, i tratti di Francesco Tabusso e le pennellate di Ugo Nespolo.
Nell'anno 2022, le opere create sono ben 167: spicca fra le sculture il Monumento al contadino di Piero Gilardi costruito con l'aiuto degli anziani coltivatori di Maglione, utilizzando vecchi attrezzi della civiltà contadina.
Da altre opere emerge l'aspirazione e la speranza di pace come nelle sottili lastre di pietra dello scultore Klaus Munch.
In Piazza XX settembre è presente una scultura di Giò Pomodoro.

## Economia
L'agricoltura è ed è stata sempre la sola e unica risorsa principale. Nel paese si coltivano soprattutto cereali e foraggi e la viticoltura con l'Erbaluce, che assicurano un certo benessere economico. A queste colture principali si è aggiunta recentemente la frutticoltura, in particolare i pescheti con un mercato permanente del frutto dal 15 maggio al 30 settembre e con la sagra delle pesche durante l'ultima domenica di luglio

## Amministrazione
Di seguito è presentata una tabella relativa alle amministrazioni che si sono succedute in questo comune.
| Periodo        | Periodo        | Primo cittadino     | Partito                           | Carica  | Note  |
| -------------- | -------------- | ------------------- | --------------------------------- | ------- | ----- |
| 21 luglio 1985 | 22 maggio 1990 | Pier Franco Causone | -                                 | Sindaco | [ 6 ] |
| 22 maggio 1990 | 24 aprile 1995 | Pier Franco Causone | Partito Repubblicano Italiano     | Sindaco | [ 6 ] |
| 24 aprile 1995 | 14 giugno 1999 | Aldo Rastaldo       | centro-sinistra                   | Sindaco | [ 6 ] |
| 14 giugno 1999 | 14 giugno 2004 | Pier Franco Causone | lista civica                      | Sindaco | [ 6 ] |
| 14 giugno 2004 | 8 giugno 2009  | Pier Franco Causone | lista civica                      | Sindaco | [ 6 ] |
| 8 giugno 2009  | 26 maggio 2014 | Mirco Rosso         | lista civica                      | Sindaco | [ 6 ] |
| 26 maggio 2014 | 27 maggio 2019 | Pier Franco Causone | lista civica Tutti per Maglione   | Sindaco | [ 6 ] |
| 27 maggio 2019 | 10 giugno 2024 | Pier Franco Causone | lista civica Tutti per Maglione   | Sindaco | [ 6 ] |
| 10 giugno 2024 | in carica      | Giovanni Chimenti   | lista civica Insieme per Maglione | Sindaco | [ 6 ] |